# Vlag van Nieuwegein

Vlag van de gemeente/stad Nieuwegein (sinds 2002)

De vlag van Nieuwegein werd op 30 april 2002 tijdens de festiviteiten rondom Koninginnedag voor het eerst gehesen. Dit werd gedaan door de toenmalige burgemeester Cor de Vos, ondersteund door Scouting Vreeswijk. De nieuwe vlag vervangt hiermee de oude, die werd vastgesteld door de gemeenteraad van Nieuwegein op 24 juni 1976. De vlag is goedgekeurd door de Hoge Raad van Adel.

Oude vlag van Nieuwegein (1976-2002)

Deze nieuwe vlag verenigt de vlaggen van de voorheen zelfstandige dorpen Jutphaas en Vreeswijk. In de vlag wordt de samensmelting van de dorpen gesymboliseerd. De golven verwijzen naar de binnenvaart-historie van Vreeswijk. Het kasteel is een verwijzing naar de vele kastelen die de dorpen hadden. Voor een goede herkenbaarheid is de stadsvlag zo eenvoudig mogelijk gehouden. De hoogte en lengte verhouden zich als 2:3. Vreeswijk heeft ook nog zijn eigen vlag. Beide vlaggen mogen jaarrond gebruikt worden en iedereen kan er vrij gebruik van maken.
Bij het ontwerpen van een nieuwe vlag van een gemeente worden de kleuren en emblemen van het bestaande wapen als basis gebruikt. Het wapen van de gemeente Nieuwegein is verleend bij Koninklijk Besluit van 4 maart 1972, nr. 31.
Tijdens het 50 jarig jubileum van Nieuwegein in 2021 is een nieuwe vlag gepresenteerd. Uitleg vlag: Blauwe golven die symbool staan voor het water, markeren de achtergrond van de vlag. Voorop het wapen van Nieuwegein en onder zijn de zeer markante bouwwerken van Nieuwegein inclusief een verwijzing naar het 50 jarig bestaan weergegeven.
De vorige vlag wordt als volgt beschreven:
Wit met banen in rood en blauw, waarbij de blauwe banen onderbroken worden door een uitwijkende punt, naar boven en naar beneden wijzend. Deze punten kunnen symbolisch worden gezien als de twee plaatsen Jutphaas en Vreeswijk, waaruit de gemeente Nieuwegein is ontstaan. Door de twee uitwijkende punten ontstaat de beginletter van het woord Nieuwegein.
Het ontwerp van de vorige vlag was van Publiciteitsbureau Van der Staay. Het was een moderne vlag die bestaat uit een witte achtergrond met daarop twee letters N in de kleuren blauw (over de volledige hoogte en breedte) en rood (over de gehele breedte). De kleuren zijn ontleend aan het wapen van Nieuwegein.